# Al Kufrah (distrikt)
Al Kufrah (arabiska: الكفرة Al Kufra) är ett av Libyens tjugotvå distrikt (shabiyah). Den administrativa huvudorten är Al Jawf. Distriktet gränsar mot Egypten, Sudan, Tchad och distrikten Murzuq, Al Jufrah och Al Wahat.  